# PASSION (SIAM SHADEの曲)
「PASSION」（パッション）は、SIAM SHADEの5枚目のシングル。1997年7月30日にリリース。

## 解説
今作からプロデューサーに明石昌夫を迎え、制作された。
2007年11月14日に、12cmCDとして再発された。
2000年に発売されたミニアルバム『SIAM SHADE VII』に、表題曲を全英語詞にしたバージョンが収録されている。
累計売上枚数は、約1.9万枚。

## 収録曲
全作詞・作曲・編曲：SIAM SHADE名義。
1. PASSION [4:05]
作詞・原曲：HIDEKI
TBS系『MAGA不思議』オープニングテーマ曲。
ベストアルバム『SIAM SHADE XI COMPLETE BEST 〜HEART OF ROCK〜』の収録曲を決めるファン投票で8位を記録した。
2. Makin' Your Life [4:50]
3. PASSION (original karaoke) [4:05]

## 収録アルバム
| 曲名             | アルバム                                          | 発売日         | 備考                           |
| ---------------- | ------------------------------------------------- | -------------- | ------------------------------ |
| PASSION          | 『SIAM SHADE IV・Zero』                           | 1998年1月21日  | メジャー3rdオリジナルアルバム  |
| PASSION          | 『SIAM SHADE VII』                                | 2000年11月29日 | ミニアルバム（全英語詞）       |
| PASSION          | 『SIAM SHADE IX A-side Collection』               | 2002年3月6日   | ベストアルバム                 |
| PASSION          | 『SIAM SHADE X 〜THE PERFECT COLLECTION〜』       | 2002年11月27日 | ボックス・セット               |
| PASSION          | 『SIAM SHADE XI COMPLETE BEST 〜HEART OF ROCK〜』 | 2007年9月26日  | ファン投票によるベストアルバム |
| PASSION          | 『SIAM SHADE XII 〜The Best Live Collection〜』   | 2010年10月27日 | ライブベストアルバム           |
| Makin' Your Life | 『SIAM SHADE VIII B-side Collection』             | 2002年1月30日  | ベストアルバム                 |
| Makin' Your Life | 『SIAM SHADE X 〜THE PERFECT COLLECTION〜』       | 2002年11月27日 | ボックス・セット               |